# Thrill-ing
Thrill-ing – szósty koreański minialbum południowokoreańskiej grupy The Boyz, wydany 9 sierpnia 2021 roku przez wytwórnię Cre.ker Entertainment. Płytę promował singel „Thrill Ride”. Sprzedał się w nakładzie 642 992 egzemplarzy w Korei Południowej (stan na grudzień 2021) i zdobył podwójny platynowy certyfikat w kategorii albumów.
9 września 2021 roku, The Boyz otrzymali złoty certyfikat Hanteo Chart za sprzedaż 500 tys. kopii albumu "Thrill-ing".

## Lista utworów
| CD | CD                                                                  | CD                                                          | CD                                                                            | CD                               | CD      |
| Nr | Tytuł utworu                                                        | Tekst                                                       | Kompozycja                                                                    | Aranżacja                        | Długość |
| -- | ------------------------------------------------------------------- | ----------------------------------------------------------- | ----------------------------------------------------------------------------- | -------------------------------- | ------- |
| 1. | „Thrill Ride”                                                       | Jo Yoon-kyung, Sunwoo (The Boyz), Eric (The Boyz)           | Albin Nordqvist, Gabriel Brandes                                              | Albin Nordqvist                  | 3:16    |
| 2. | „Hwansangyeolcha (Out of Control)” (kor. 환상열차 (Out Of Control)) | Ji Ye-won (153/Joombas), Q (The Boyz)                       | jyll, Rasmus Gregersen, Daniel Michael Victor                                 | Ralz, DMV, jyll                  | 3:35    |
| 3. | „Dancing Till We Drop”                                              | danke                                                       | Chris Wahle                                                                   | Chris Wahle                      | 3:35    |
| 4. | „Nightmares (Heughwa)” (kor. Nightmares (黑花))                     | Jo Yung-yeong                                               | dBoi! (Oceancave), Andy Love                                                  | dBoi! (Oceancave)                | 3:03    |
| 5. | „Merry Bad Ending”                                                  | Zaya (153/Joombas), Sunwoo (The Boyz)                       | Anthony Russo, Anthony Pavel, Jackson Morgan, Kaelyn Behr, Rudy Sandapa, MZMC | Styalz Fuego, Rudy Sandapa       | 3:23    |
| 6. | „B.O.Y (Bet On You)”                                                | Ji Ye-won (153/Joombas), Sunwoo (The Boyz), Eric (The Boyz) | Ryan Jhun, Alexander Standal Pavelich, Coucheron, Raoul Chen, Tim North       | Ryan Jhun, Coucheron, Raoul Chen | 2:40    |

## Notowania
| Lista                     | Pozycja |
| ------------------------- | ------- |
| Gaon Weekly Album Chart   | 1       |
| Gaon Yearly Album Chart   | 21      |
| Oricon Weekly Album Chart | 8       |
| Five Music (Tajwan)       | 3       |

## Nagrody w programach muzycznych
| Program               | Data             | Źródło |
| --------------------- | ---------------- | ------ |
| The Show (SBS MTV)    | 17 sierpnia 2021 | [ 9 ]  |
| Show Champion (MBC M) | 18 sierpnia 2021 | [ 10 ] |
| M Countdown (Mnet)    | 19 sierpnia 2021 | [ 11 ] |
| Music Bank (KBS2)     | 20 sierpnia 2021 | [ 12 ] |
| The Show (SBS MTV)    | 21 sierpnia 2021 | [ 13 ] |